# The Secrets of the Black Arts
The Secrets of the Black Arts – jest to pierwszy studyjny album zespołu Dark Funeral, wydany 28 stycznia roku 1996 przez Fashion Records. 31 lipca roku 2007 materiał wypuszczono ponownie, tym razem z oryginalnymi nagraniami do The Secrets of the Black Arts. Oryginalna wersja została wyprodukowana przez Dana Swano w Unisound Studios.

## Lista utworów (wersja oryginalna)
1. „The Dark Age Has Arrived (Intro)” – 0:16
2. „The Secrets of the Black Arts” – 3:42
3. „My Dark Desires” – 3:47
4. „The Dawn No More Rises” – 4:00
5. „When Angels Forever Die” – 4:07
6. „The Fire Eternal” – 3:55
7. „Satan's Mayhem” – 4:54
8. „Shadows Over Transylvania” – 3:41
9. „Bloodfrozen” – 4:21
10. „Satanic Blood” – 2:11
11. „Dark Are the Paths to Eternity (A Summoning Nocturnal)” – 5:59

## Lista utworów z płyt wydanych

### Dysk pierwszy
Jest to reedycja oryginalnej wersji płyty nagranej w Abyss Studios, która była używana wtedy przez członków Dark Funeral.
1. The Dark Age Has Arrived (intro)
2. The Secrets of the Black Arts
3. My Dark Desires
4. The Dawn No More Rises
5. When Angels Forever Die
6. The Fire Eternal
7. Satan's Mayhem
8. Shadows Over Transylvania
9. Bloodfrozen
10. Satanic Blood (Von Cover)
11. Dark Are the Paths to Eternity (A Summoning Nocturnal)

### Dysk drugi
Druga płyta pochodzi z Unisound Studio, stworzona przez Dana Swano, która nie została nigdy użyta.
1. Shadows Over Transylvania
2. Dawn No More Rises
3. Secrets of the Black Arts
4. Satans Mayhem
5. Bloodfrozen
6. My Dark Desires
7. Dark Are the Paths to Eternity (A Summoning Nocturnal)
8. Fire Eternal

## Twórcy
- Micke "Lord Ahriman" Svanberg – gitara elektryczna
- David "Blackmoon" Parland – gitara elektryczna (śpiew na Satanic Blood)
- Paul "Themgoroth" Mäkitalo – gitara basowa, śpiew
- Peter "Equimanthorn" Eklund – perkusja